# 165-й меридіан східної довготи
165-й меридіан східної довготи — лінія довготи, що лежить на 165 градусів східніше Гринвіцького меридіана. Вона проходить від Північного полюса через Північний Льодовитий океан, Азію, Тихий океан, Південний океан та Антарктиду до Південного полюса.
165-й меридіан східної довготи формує велике коло разом із 15-тим меридіаном західної довготи.
Це центральний меридіан часового поясу UTC+11.

## Список географічних об'єктів, що перетинає 165° сх. д.
Починаючи на Північному полюсі та рухаючись до Південного полюса, 165-й меридіан східної довготи проходить через:
| Координати                                                   | Країна, територія або море | Примітки                                                   |
| ------------------------------------------------------------ | -------------------------- | ---------------------------------------------------------- |
| 90°0′ пн. ш. 165°0′ сх. д. / 90.000° пн. ш. 165.000° сх. д.  | Північний Льодовитий океан |                                                            |
| 75°8′ пн. ш. 165°0′ сх. д. / 75.133° пн. ш. 165.000° сх. д.  | Східносибірське море       |                                                            |
| 69°34′ пн. ш. 165°0′ сх. д. / 69.567° пн. ш. 165.000° сх. д. | Росія                      |                                                            |
| 59°50′ пн. ш. 165°0′ сх. д. / 59.833° пн. ш. 165.000° сх. д. | Берингове море             | Проходить східніше острова Карагінський, Росія             |
| 55°35′ пн. ш. 165°0′ сх. д. / 55.583° пн. ш. 165.000° сх. д. | Тихий океан                | Проходить західніше атола Бікіні, Маршаллові Острови       |
| 10°15′ пд. ш. 165°0′ сх. д. / 10.250° пд. ш. 165.000° сх. д. | Коралове море              |                                                            |
| 20°42′ пд. ш. 165°0′ сх. д. / 20.700° пд. ш. 165.000° сх. д. | Нова Каледонія             | Проходить через Нову Каледонію                             |
| 21°22′ пд. ш. 165°0′ сх. д. / 21.367° пд. ш. 165.000° сх. д. | Коралове море              |                                                            |
| 24°56′ пд. ш. 165°0′ сх. д. / 24.933° пд. ш. 165.000° сх. д. | Тихий океан                |                                                            |
| 60°0′ пд. ш. 165°0′ сх. д. / 60.000° пд. ш. 165.000° сх. д.  | Південний океан            | Проходить східніше острова Стерж (претендує Нова Зеландія) |
| 70°36′ пд. ш. 165°0′ сх. д. / 70.600° пд. ш. 165.000° сх. д. | Антарктида                 | Проходить через Територію Росса (претендує Нова Зеландія)  |
| 74°34′ пд. ш. 165°0′ сх. д. / 74.567° пд. ш. 165.000° сх. д. | Південний океан            | Море Росса                                                 |
| 77°54′ пд. ш. 165°0′ сх. д. / 77.900° пд. ш. 165.000° сх. д. | Антарктида                 | Проходить через Територію Росса (претендує Нова Зеландія)  |